# Nestor (Vornicescu)
Nestor, nazwisko świeckie Nicolae Vornicescu (ur. 1 października 1927 w Lozovej-Vornicesti, zm. 17 maja 2000) – rumuński biskup prawosławny.

## Życiorys
Urodził się w rodziny chłopów, Vasile'a i Very Vornicescu, jako najstarsze z pięciorga dzieci. Przed ukończeniem dziewięciu lat stracił matkę. W 1943 wstąpił jako posłusznik do skitu Nechita, filii monasteru Neamț. W 1946 został mnichem riasofornym. Od 1946 do 1948 uczył się w seminarium muzyki cerkiewnej dla mnichów. Następnie kontynuował naukę w wyższym seminarium duchownym dla mnichów, które ukończył w 1951 jako najlepszy absolwent. Wieczyste śluby mnisze złożył 10 marca 1951, przyjmując imię zakonne Nestor. 21 października tego samego roku został wyświęcony na hierodiakona przez biskupa Pawła (Serpe). W latach 1951–1955 studiował teologię na Uniwersytecie w Bukareszcie. Pracę licencjacką poświęcił chrześcijańskiej koncepcji życia. Naukę kontynuował na studiach doktoranckich, specjalizując się w patrologii. Pracę doktorską obronił w 1983.
18 lipca 1956 został hieromnichem, wyświęcony na kapłana przez biskupa Teofila (Herineanu). Od 1958 służył w soborze metropolitalnym w Jassach i pełnił funkcję bibliotekarza metropolii Mołdawii i Suczawy. Cztery lata później został przełożonym monasteru św. Jana Nowego w Suczawie. W 1966 otrzymał godność archimandryty. W tym samym roku stanął na czele wspólnoty monastycznej w Neamț. Od 1969 do 1970 przebywał na stypendium w Instytucie Ekumenicznym w Bossey, słuchał również wykładów na wydziale teologii protestanckiej w Genewie.
W 1970 został biskupem pomocniczym archieparchii Krajowej z tytułem biskupa seweryńskiego. Osiem lat później został wybrany przez Kolegium Elektorskie Rumuńskiego Kościoła Prawosławnego na arcybiskupa Krajowej i metropolitę Oltenii. Jego intronizacja odbyła się 23 kwietnia 1978 w soborze św. Dymitra w Krajowej. Od 1992 kierował synodalną komisją kanonizacyjną. W tym samym roku został członkiem honorowym Akademii Rumuńskiej.
Uczestnik ruchu ekumenicznego. Reprezentował Rumuński Kościół Prawosławny na uroczystościach kanonizacji metropolity kijowskiego Piotra Mohyły w Kijowie.
Zmarł w 2000. Jego pogrzeb poprowadził patriarcha Rumunii Teoktyst w asyście innych biskupów rumuńskich. Został pochowany w soborze metropolitalnym w Krajowej. Pośmiertnie został honorowym obywatelem Krajowej, w 2004 w mieście został odsłonięty jego pomnik.